# Orlivșciîna, Novomoskovsk
Orlivșciîna (în ucraineană Орлівщина) este o comună în raionul Novomoskovsk, regiunea Dnipropetrovsk, Ucraina, formată numai din satul de reședință.

## Demografie
Componența lingvistică a satului Orlivșciîna
     Ucraineană (90,59%)
     Rusă (8,82%)
     Alte limbi (0,25%)
Conform recensământului din 2001, majoritatea populației satului Orlivșciîna era vorbitoare de ucraineană (90,59%), existând în minoritate și vorbitori de rusă (8,82%).